# Лыжин, Юрий Васильевич
Ю́рий Васи́льевич Лы́жин (род. 19 июня 1950, Посёлки, Пензенская область) — российский государственный деятель и политик. Депутат Государственной думы Федерального собрания РФ II созыва. Кандидат экономических наук (1998).

## Биография
Родился 19 июня 1950 года в селе Поселки Кузнецкого района Пензенской области в крестьянской семье. В 1968 году окончил Кузнецкое СПТУ № 2, в этом же году начал трудовую деятельность в качестве рабочего в совхозе «Трудовой путь» Кузнецкого района. 
С 1969 года по 1971 год проходил срочную службу в Вооружённых Силах СССР. С 1971 года по 1975 год являлся заведующим гаражом совхоза «Трудовой путь», одновременно обучаясь на заочном отделении Мокшанского совхоза-техникума.
В 1976 году Лыжин стал начальником цеха на Кузнецкой обувной фабрике, в 1982 году возглавил Кузнецкий автовокзал. С 1988 года по 1996 год являлся начальником управления сельского хозяйства Кузнецкого района.
Учился на заочной форме обучения в Пензенском сельскохозяйственном институте (ныне Пензенский государственный аграрный университет) по специальности «агрономия», в 1994 году окончил вуз и получил квалификацию «ученый-агроном». С 1996 года по 1998 год заочно обучался в аспирантуре Международной академии информатизации, а в 1998 году успешно защитил диссертацию на соискание учёной степени кандидата экономических наук (тема — «Регулирование земельных отношений в Пензенской области»).
С 1996 года по 2000 год Лыжин являлся депутатом Государственной думы Федерального собрания Российской Федерации II созыва; в состав нижней палаты парламента вошёл по партийному списку КПРФ. В 1997 году награждён медалью «В память 850-летия Москвы» (с 2010 года не является государственной наградой).
В 1998 году Лыжин участвовал в выборах главы Администрации Пензенской области, но проиграл Василию Бочкареву. В 1999 году принял участие в выборах в Госдуму, но с разницей в несколько сотен голосов проиграл Игорю Руденскому. 
В 2000 году назначен на должность представителя губернатора Пензенской области в Юго-Восточной производственно-экономической зоне. В декабре 2001 году возглавил Комитет по земельным ресурсам и землеустройству по Пензенской области, который в сентябре 2004 года был переименован в Управление Федерального агентства кадастра объектов недвижимости по Пензенской области. Впоследствии занимал различные должности, в частности, исполняющего обязанности генерального директора дрожжевого завода. В 2012 году проиграл Сергею Егорову на выборах в Законодательное Собрание Пензенской области.
26 февраля 2013 года Лыжин был назначен на должность  генерального директора ОАО «Областной агропромышленный холдинг».